# Seehafenhinterlandverkehr

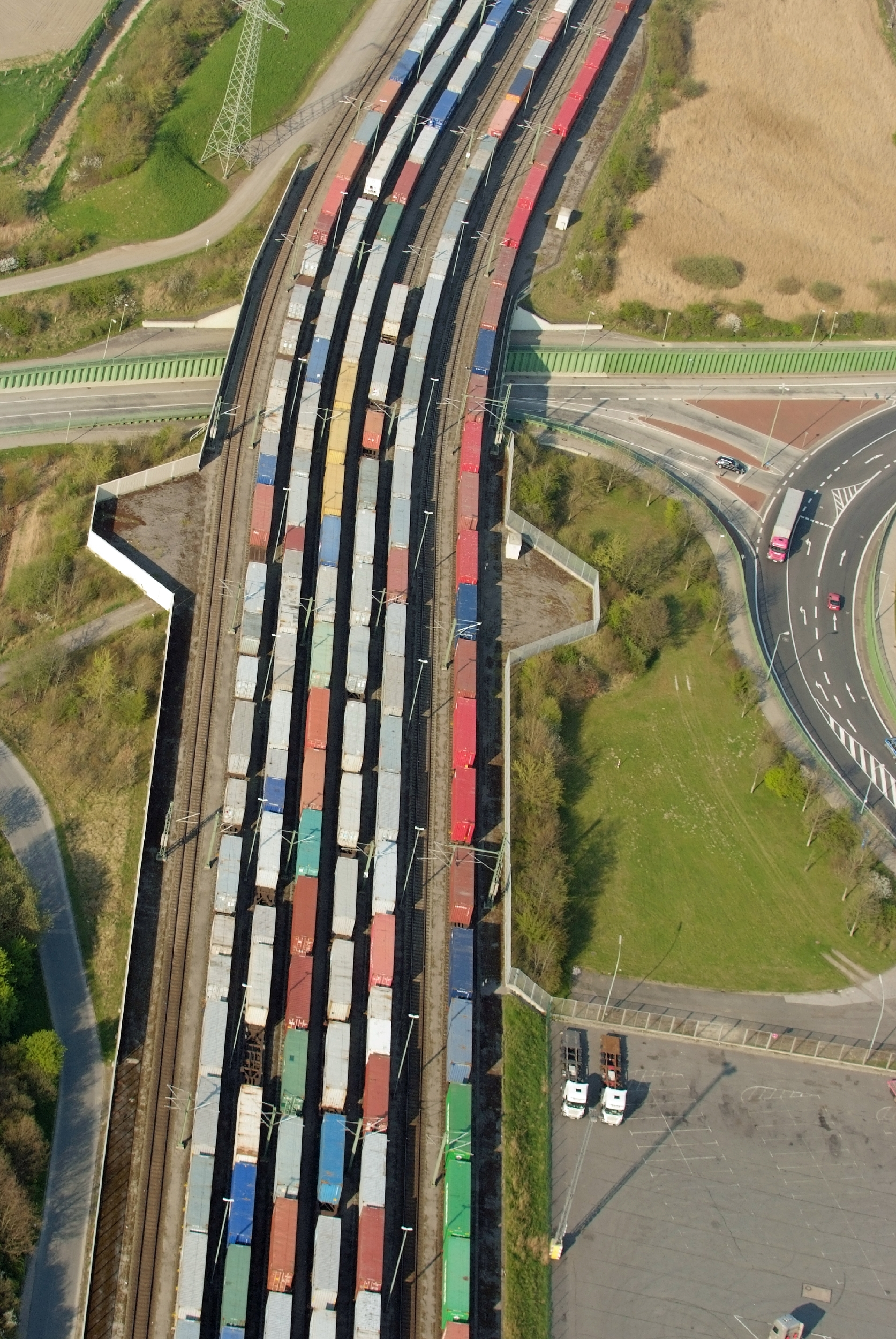
Containerzüge im Hafen von Bremerhaven

Der Seehafenhinterlandverkehr bezeichnet die Beförderung von Exportgütern zu den Seehäfen und den Abtransport der Importgüter in die umgekehrte Richtung mit den Verkehrsträgern Straße, Schiene, Binnen- und Küstenseeschifffahrt.
Als bevorzugtes Transportsystem wird der Container genutzt, der leicht zwischen den einzelnen Verkehrsmitteln Schiff sowie Lkw und Eisenbahn umgeschlagen werden kann und im Warentransport eine überragende Bedeutung gewonnen hat. Im Jahr 2007 wurde dem Seehafenhinterlandverkehr bis 2025 ein jährliches Wachstum von mehr als sechs Prozent im Container- (Kombinierter Verkehr, KV) und von über zwei Prozent im Nichtcontainerverkehr prognostiziert.
Anstelle des genauen Begriffs „Seehafenhinterlandverkehr“ ist auch der verkürzte Begriff „Hafenhinterlandverkehr“ für den An- und Abtransport zu den Seehäfen gebräuchlich. An- und Abtransporte sind auch bei Binnenhäfen erforderlich, wobei eine exakte begriffliche Abgrenzung als „Binnenhafenhinterlandverkehr“ wenig gebräuchlich ist.

## Bedeutung und Mengenaufkommen
| Umschlag der Seehäfen Hamburg und Bremen/Bremerhaven im Jahr 2010 | Umschlag der Seehäfen Hamburg und Bremen/Bremerhaven im Jahr 2010 | Umschlag der Seehäfen Hamburg und Bremen/Bremerhaven im Jahr 2010 | Umschlag der Seehäfen Hamburg und Bremen/Bremerhaven im Jahr 2010 |
| ----------------------------------------------------------------- | ----------------------------------------------------------------- | ----------------------------------------------------------------- | ----------------------------------------------------------------- |
|                                                                   | Gesamt Mio. t                                                     | davon Container Mio. t                                            | Container Mio. TEU                                                |
| Hamburg                                                           | 121,1                                                             | 78,4                                                              | 7,9                                                               |
| Bremen/Bhv.                                                       | 68,9                                                              | 51,9                                                              | 4,9                                                               |

Im Seetransport sind 2010 für Deutschland insgesamt 273 Mio. Tonnen umgeschlagen worden, die entsprechend über den Seehafenhinterlandverkehr an- und abtransportiert wurden. Dieser Transportbereich wird zunehmend vom Container geprägt, wie am Umschlag des Hamburger Hafens und der Hafengruppe Bremen/Bremerhaven abzulesen ist. Im Hamburger Hafen werden 65 % der Umschlagmenge über Container abgewickelt, in der Hafengruppe Bremen/Bremerhaven sind es 75 % (Stand 2010).
Die Containerschifffahrt hat seit Einführung der Container in den 1960er Jahren eine stürmische Entwicklung mit regelmäßig zweistelligen Wachstumsraten genommen. Sie gilt als „Motor“ der Globalisierung. Auch in Zukunft wird von deutlichen Zuwachsraten ausgegangen, für Deutschland zwischen 5 und 8 Prozent pro Jahr. Die Stagnation nach der weltweiten Finanzkrise 2008 war 2011 weitgehend überwunden worden, so dass derzeit wieder Zuwachsraten verzeichnet werden.
In Nordeuropa wickeln die vier Häfen Rotterdam, Antwerpen, Hamburg und die Hafengruppe Bremen/Bremerhaven etwa 80 % des europäischen Im- und Exports ab. Diese Häfen der sog. Nordrange sind von herausragender Bedeutung. Rotterdam ist auf Grund der exzellenten Hafenlage ohne nautische Einschränkungen führend und vor allem stark im Asienverkehr und bei den Transshipment-Verkehren auf die Britischen Inseln. Die deutschen Nordseehäfen Hamburg und Bremen/Bremerhaven (auch als „Nordrange Ost“ bezeichnet) profitieren von ihrer östlichen Lage, die sie für Hinterlandtransporte Richtung Ost- und Südosteuropa prädestinieren. Hamburg profitiert zudem von der Zunahme des Verkehrs im Ostseeraum und konnte so seine Funktion als Transshipment-Hafen für das Baltikum, Russland und Skandinavien stärken. Auch die hohe Zahl an Transporten in und aus der Metropolregion Hamburg („Loco-Quote“) kommt dem Hamburger Hafen zugute. Der neue Tiefwasserhafen Jade-Weser-Port (Wilhelmshaven) soll einen zusätzlichen Containerumschlag von 2,7 Mio. TEU abwickeln.

## Bedeutung der Verkehrsträger

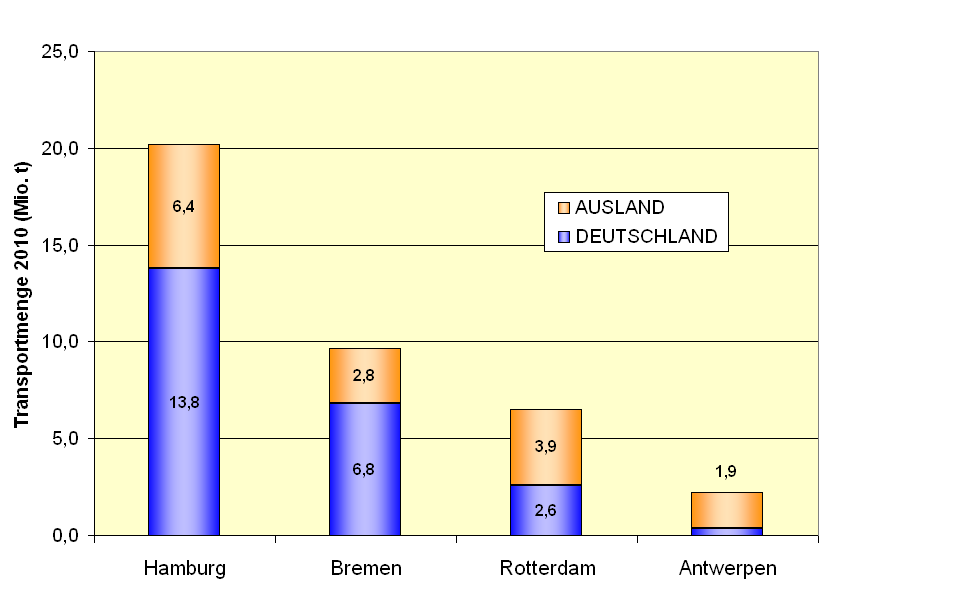
Seehafenhinterlandverkehr auf der Schiene in Deutschland 2010 zu den vier wichtigsten Häfen

Auf den Kurz- und Mittelstrecken hat der Lkw den Vorrang – insbesondere im Containerbereich. Auf den Langstrecken und bei Massengütern dominiert der Schienengüterverkehr, gefolgt vom Binnenschiff. Das Flugzeug spielt im Seehafen-Hinterlandverkehr keine Rolle. Private Eisenbahnverkehrsunternehmen (EVU) konnten ihren Anteil am Containertransport im Seehafen-Hinterlandverkehr auf der Schiene in den letzten Jahren kontinuierlich ausbauen. 2005 lag dieser Anteil bei rund 16 %.

### Schienentransport
Im Jahr 2010 waren über die Schiene insgesamt 60 Mio. Tonnen der Seetransportmenge abgewickelt worden – rd. ein Fünftel der Gesamtmenge. Der Seehafen-Hinterlandverkehr steht auf Grund der zukünftig deutlich wachsenden Umschlagmengen vor großen Herausforderungen, da sich die Kapazitäten der verfügbaren Verkehrsnetze zunehmend als Engpass erweisen. Einige Häfen sind deshalb bestrebt, durch entsprechende Investitionen in die landseitige Infrastruktur insbesondere den Anteil der Schiene am Modal-Split zu erhöhen.
Für die Häfen der Nordrange-Ost (Hamburg, Bremerhaven, Wilhelmshaven) wurde bis 2015 ein jährliches Transportvolumen auf der Schiene von bis zu 6 Mio. TEU und ein Gesamtaufkommen von bis zu 1800 Zügen pro Woche erwartet. Die wichtigsten Zielgebiete sind Bayern, Tschechien, Baden-Württemberg, Sachsen und Österreich. Diese umfassen rund 63 % des Gesamtaufkommens. Verkehre Richtung Ost- und Südosteuropa nehmen weiterhin stark an Bedeutung zu.

## Forderungen
Die prognostizierten hohen Zuwächse im Seehafen-Hinterlandverkehr führen zu folgenden Forderungen:
- Ausbau der Verkehrswege Straße, Schiene und Binnenwasserstraße in Verbindung mit den Seehäfen[5]
- Verlagerung der kombinierten Verkehre (KV) von der Straße auf Schiene und Binnenwasserstraße
- Ausbau von Güterverkehrszentren und KV-Terminals im Hinterland, die als Drehscheibe für ein größeres Einzugsgebiet dienen sollen und die im Containerverkehr mit Bahn und Binnenschiff mit den Seehäfen verbunden sind[6]

## Maßnahmen
Zur Bewältigung des steigenden Verkehrsaufkommens im Seehafenhinterlandverkehr sind kapazitätssteigernde Maßnahmen bei allen Verkehrswegen erforderlich. Der Schienengüterverkehr nimmt aufgrund der Massenleistungsfähigkeit eine besondere Rolle ein. Daher hat die Deutsche Bahn AG (DB) im Jahr 2007 zusammen mit den Seehäfen einen Masterplan Schiene Seehafen-Hinterland-Verkehr erarbeitet. Er sah vor allem langfristige Projekte wie den Neu- und Ausbau von Eisenbahnstrecken vor (vor allem Nord-Süd-Verbindungen, z. B. Y-Trasse Hamburg/Bremen–Hannover). Daneben werden auch organisatorische Maßnahmen wie Erhöhung der Zugauslastung und Zuglängen sowie Verlagerung von Aufgaben aus den Seehäfen zu geeigneten Drehscheiben im Hinterland vorgesehen. Ende 2008 legte die Deutsche Bahn AG für kurzfristige Verbesserungen das Sofortprogramm Seehafen-Hinterland-Verkehr auf, das bis 2011 über zwanzig kleinere kapazitive Maßnahmen beinhaltet. Die Planungen der DB sind in den Masterplan Güterverkehr und Logistik der Bundesregierung eingeflossen, der einen Schwerpunkt auf die Verkehrsverlagerung auf Schiene und Binnenwasserstraße setzt.

## Begriffe
- Ein Feeder (von englisch to feed ‚füttern‘, ‚versorgen‘) ist ein speziell für Container- oder Autotransporte gebautes Frachtschiff, das als Zulieferer und Verteiler für große Seeschiffe und Seehäfen eingesetzt wird. Das größte nordeuropäische Transportunternehmen dieser Art ist Unifeeder im dänischen Aarhus.
- Loco-Verkehr bezeichnet Ladung, die entweder im Hafengebiet selbst bzw. dessen unmittelbarem Einzugsgebiet entsteht bzw. dort verwendet wird. Genaue Angaben sind wegen der Herkunfts- und Verbleibzuordnung schwierig. In den Hafenstatistiken werden keine Angaben geführt. Schätzungen ergeben, dass die Loco-Quote in Hamburg deutlich höher als in Bremerhaven/Bremen ist. Im Falle des Jade-Weser-Ports Wilhelmshaven wird die Loco-Quote (zunächst) äußerst gering sein.[11]
- Modal Split bezeichnet die Verteilung des Transportaufkommens auf verschiedene Verkehrsmittel.
- Multimodaler Verkehr kennzeichnet Transporte, bei denen zwei oder mehr unterschiedliche Verkehrsträger genutzt werden. Diese Organisationsform wird auch als gebrochener Verkehr bezeichnet und steht im Gegensatz zum Direktverkehr (ungebrochener Verkehr).
- Intermodaler Verkehr ist eine Unterart des multimodalen Verkehrs und beschreibt eine mehrgliedrige Transportkette, bei der ein und dieselbe Transport- oder Ladeeinheit mit mindestens zwei verschiedenen Verkehrsträgern befördert wird.

## Weitere Begriffe
- Güterverkehr
- Schienengüterverkehr
- Güterverkehrszentrum
- Hub and Spoke
- Mobiler